# Curatoria

Les anciennes curatorie

La curatoria (en sarde curadoria, pluriel curadorias, c’est-à-dire parte, pluriel partes) était la principale division administrative, électorale, fiscale et judiciaire des judicats sardes.
La curatoria avait à sa tête un curadore ayant des fonctions administratives, fiscales et judiciaires, et nommé par le roi, le Juge (en sarde judike, zuighe), souvent choisi parmi ses proches ou dans un nombre restreint de familles ayant rang de maiorales, ceci en raison de l’importance et du prestige de la charge.
Étant donné que la curatoria était composée de plusieurs dizaines de villages (en sarde biddas), le curadore nommait à son tour pour chacun d’entre eux, un majore (le chef du village) avec des fonctions fiscales, judiciaires et sécuritaires. Le contrôle des domaines et des activités du ressort des villages a nécessité la présence d’un corps de contrôle chargé de la surveillance des campagnes sous l’autorité d’un majore. Ce corps est appelé (i-)scolca dans les textes. Il a évolué avec le temps. Il fut conservé, par la suite, pendant la période du royaume de Sardaigne, que ce soit avec les souverains espagnols ou piémontais. Il a perduré jusqu’à nos jours sous le nom de "compagnie barracellari".
Selon l’historien F.C. Casula (La storia di Sardegna, Pisa-Cagliari, 1998), la superficie des curatorie était inversement proportionnelle à leur densité de population : les curatorie les plus peuplées étaient ainsi les moins étendues alors que celles dont la population était la moins nombreuse jouissaient d’un territoire plus vaste. L’anthropisation étant strictement liée à la productivité des sols, les zones fertiles pouvaient vivre de l’agriculture et supporter un plus grand nombre d’habitants alors que les zones moins adaptées aux cultures devaient se contenter de l’élevage.
Le système des curatorie illustre l'efficacité administrative. Ainsi, en ayant des aspects centralisés, comme la nomination de l’autorité par le souverain, il permettait de faire respecter la justice et d’effectuer le recouvrement des impôts de manière décentralisée. Ce système servait d’intermédiaire entre les communautés des villages et le pouvoir central.
Chaque autorité locale, que ce soit le majore de curadoria ou le simple majore de bidda, se faisait assister par un Conseil pour mener les actions appelées corona (couronne). Le modèle se rapportait au niveau institutionnel le plus élevé, avec la corona de logu, la plus grande assemblée du pays (logu, c’est-à-dire "il luogo" par antonomase, était précisément l’État), dépositaire de la souveraineté, responsable de la désignation de l’héritier légitime au titre royal, et également de la ratification des actes diplomatiques et de guerre. La corona de logu était constituée par des représentants des curadorias et se réunissait à des dates solennelles, fixées par la loi, ou lorsque cela était nécessaire (mort du roi, décisions de politique étrangère…).
Faisant suite à la chute des judicats (en 1420, fin du dernier royaume, celui d’Arborea), le système des curatoriale est définitivement abandonné et remplacé par l’ordre féodal. Cependant, une grande partie des toponymes désignant les anciennes circonscriptions des judicats est restée en usage et, encore aujourd’hui, les différentes zones de la Sardaigne sont nommées ainsi.

## Source
- (it) Cet article est partiellement ou en totalité issu de l’article de Wikipédia en italien intitulé « Curatoria » (voir la liste des auteurs).